# František Hudec (kněz)
František Hudec (16. července 1878 Molenburk – 3. srpna 1936 Brno) byl český (resp. moravský) římskokatolický duchovní.

## Životopis
Po maturitě na českém gymnáziu v Brně absolvoval brněnský biskupský seminář. Na kněze byl vysvěcen 25. listopadu 1900. Po svěcení působil jako kaplan v Třešti a v Doubravici. Jeho dalším kaplanským místem byl Lukov. V roce 1906 nastoupil jako kaplan a katecheta v Brně-Zábrdovicích. O dvanáct let později zde byl ustanoven farářem a v zábrdovické farnosti působil až do smrti.
Součástí zábrdovické farnosti byly tehdy i Židenice, které neměly vlastní kostel. P. Hudec proto založil Spolek pro stavbu katolického chrámu v Židenicích-Juliánově, jehož se stal jednatelem. Inspirací mu byly sousední Husovice a postup zdejšího faráře Františka Venhody. Iniciativa byla úspěšná, židenický kostel byl vysvěcen v říjnu 1935. Následujícího roku P. Hudec zemřel, pohřben byl na židenickém hřbitově.